# العلاقات السعودية الصومالية
العلاقات السعودية الصومالية هي العلاقات الثنائية التي تجمع بين السعودية والصومال.

## مقارنة بين البلدين
هذه مقارنة عامة ومرجعية للدولتين:
| وجه المقارنة                                              | السعودية        | الصومال                        |
| --------------------------------------------------------- | --------------- | ------------------------------ |
| المساحة (كم2)                                             | 2.25 مليون      | 637.66 ألف                     |
| عدد السكان (نسمة)                                         | 33.00 مليون     | 14.74 مليون                    |
| الكثافة السكانية (ن./كم²)                                 | 14.67           | 23.12                          |
| العاصمة                                                   | الرياض، الدرعية | مقديشو                         |
| اللغة الرسمية                                             | اللغة العربية   | اللغة الصومالية، اللغة العربية |
| العملة                                                    | ريال سعودي      | شلن صومالي                     |
| الناتج المحلي الإجمالي (بليون دولار)                      | 683.83 مليار    | 7.37 مليار                     |
| الناتج المحلي الإجمالي (تعادل القوة الشرائية) بليون دولار | 1.69 تريليون    |                                |
| الناتج المحلي الإجمالي الاسمي للفرد دولار أمريكي          | 20.48 ألف       | 549                            |
| الناتج المحلي الإجمالي للفرد دولار أمريكي                 | 52.01 ألف       |                                |
| مؤشر التنمية البشرية                                      | 0.837           |                                |
| رمز المكالمات الدولي                                      | +966            | +252                           |
| رمز الإنترنت                                              | .sa             | .so                            |
| المنطقة الزمنية                                           | ت ع م+03:00     | ت ع م+03:00                    |

## منظمات دولية مشتركة
يشترك البلدان في عضوية مجموعة من المنظمات الدولية، منها:
| علم المنظمة | اسم المنظمة                                 | تاريخ انضمام السعودية | تاريخ انضمام الصومال |
| ----------- | ------------------------------------------- | --------------------- | -------------------- |
|             | يونسكو                                      | 4 نوفمبر 1946         | 15 نوفمبر 1960       |
|             | البنك الدولي للإنشاء والتعمير               | 26 أغسطس 1957         | 31 أغسطس 1962        |
|             | منظمة حظر الأسلحة الكيميائية                | ?                     | ?                    |
|             | الأمم المتحدة                               | 24 أكتوبر 1945        | 20 سبتمبر 1960       |
|             | مؤسسة التمويل الدولية                       | 18 سبتمبر 1962        | 31 أغسطس 1962        |
|             | المركز الدولي لتسوية المنازعات الاستشارية   | 7 يونيو 1980          | 30 مارس 1968         |
|             | منظمة التعاون الإسلامي                      | 25 سبتمبر 1969        | ?                    |
|             | البنك الإفريقي للتنمية                      | 4 أغسطس 1963          | ?                    |
|             | الصندوق العربي للإنماء الاقتصادي والاجتماعي | 16 مايو 1968          | ?                    |
|             | الاتحاد البريدي العالمي                     | ?                     | ?                    |
|             | مؤسسة التنمية الدولية                       | 30 ديسمبر 1960        | 31 أغسطس 1962        |
|             | منظمة الشرطة الجنائية الدولية               | 13 يونيو 1956         | ?                    |
|             | صندوق النقد العربي                          | 27 أبريل 1976         | ?                    |
|             | جامعة الدول العربية                         | 22 مارس 1945          | 14 فبراير 1974       |
|             | الاتحاد الدولي للاتصالات                    | 7 فبراير 1949         | 28 سبتمبر 1962       |

## أعلام
هذه قائمة لبعض الشخصيات التي تربطها علاقات بالبلدين:
- أحمد عبد الله (لاعب كرة قدم سعودي، 12 نوفمبر 1991[18] – )
- مختار علي (لاعب كرة قدم سعودي، 30 أكتوبر 1997[19] – )

## وصلات خارجية
- موقع وزارة الخارجية السعودية
- موقع وزارة الخارجية الصومالية